# 5381 Сехмет
5381 Сехмет (1991 JY) — астероїд з групи Атона. Тіссеранів параметр щодо Юпітера — 6,027.

## Відкриття
Астероїд було відкрито 14 травня 1991 року в Паломарській обсерваторії американським астрономом Керолін Шумейкер (англ. Carolyn S. Shoemaker). Назва астероїда походить від імені єгипетської богині Сехмет.

## Орбіта
Орбіта 5381 Сехмет нахилена до площини екліптики під кутом 48,9°. На один оберт навколо Сонця тіло потребує 0,92 року і обертається із середньою віддаленістю 0,95 а. о. від Сонця. Ексцентриситет орбіти астероїда 0,29.

## Фізичні властивості
Сехмет має діаметр бл. 1,4 км. Його абсолютна зоряна величина 16,5m. Період обертання навколо власної осі — 2,7 ± 0,4 години. Альбедо оцінюється в 0,25.

## Супутники астероїда
Ґрунтуючись на спостереженнях радарів, виконаних в обсерваторії Аресібо (Пуерто-Рико) 8—11 травня 2003 року, було відкрито поблизу цього астероїда малий природний супутник діаметром близько 0,3 км. Відкриття було здійснено M. C. Nolan, E. S. Howell, A. S. Rivkin і C. D. Neish.
Обидві складові системи обертаються навколо спільного центра мас за час близько 12,5 ± 0,3 години. Середня відстань один від одного — орієнтовно 1,5 км. Період обертання супутника навколо Сехмета становить 10 ± 2 години.
Тимчасове позначення супутника S/2003 (5381) 1.

## Зближення із Землею
Зблизиться із Землею 17 травня 2015 р.